# Diego Olate
Diego Alejandro Olate Jeria (Goya, 11 gennaio 1987) è un calciatore cileno, Difensore dell Lautaro de Buin.